# Mirow

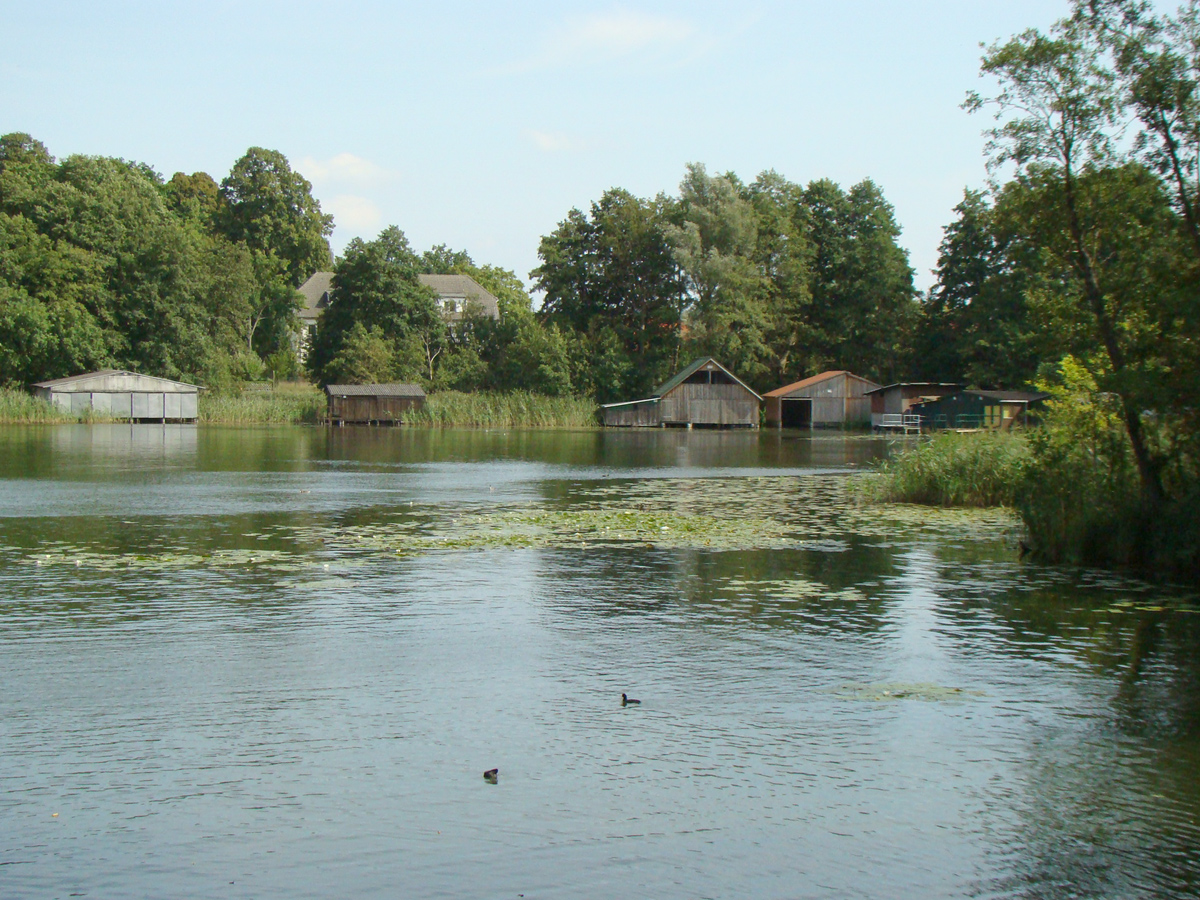
Mirower See mit Bootshäusern

Mirow ist eine Stadt im Süden des Landkreises Mecklenburgische Seenplatte in Mecklenburg-Vorpommern. Sie ist Sitz des Amtes Mecklenburgische Kleinseenplatte und bildet für ihre Umgebung ein Grundzentrum.
Die zwischen mehreren Seen und Wasserwegen eingebettete Stadt ist ein staatlich anerkannter Erholungsort und einer der Hauptorte im Urlaubsgebiet Neustrelitzer Kleinseenland der Mecklenburgischen Seenplatte.

## Geografie

### Geografische Lage
Naturräumlich ist Mirow Teil des Neustrelitzer Kleinseenlandes in der Mecklenburgischen Seenplatte. Die Kleinstadt liegt am Südende des Mirower Sees, der über eine ganze Kette von Seen, Flüssen und Kanälen mit der Havel und über den Mirower Kanal, der Bestandteil der Müritz-Havel-Wasserstraße ist, mit der Müritz verbunden ist. Im Gemeindegebiet liegen einige größere Seen wie der Labussee, der Vilzsee, der Rätzsee sowie der Granzower Möschen und der Zotzensee.
Umgeben wird Mirow von den Nachbargemeinden Kratzeburg im Norden, Neustrelitz und Userin im Nordosten, Wesenberg im Osten, Wustrow im Südosten, Rheinsberg im Süden, Schwarz im Südwesten, Lärz im Westen sowie Rechlin im Nordwesten.

### Stadtgliederung
Zur Stadt Mirow gehören folgende Ortsteile:
|                                          |                                        |                                                 |
| - Mirow - Babke - Blankenförde - Diemitz | - Fleeth - Granzow - Leussow - Peetsch | - Qualzow - Roggentin - Schillersdorf - Starsow |

Zudem sind die Wohnplätze Mirowdorf, Blankenfelde, Hohenfelde, Birkenhof, Holm, Forsthof, Weinberg, Niemannslust, Diemitzer Schleuse, Fleether Mühle, Kakeldütt, Schillersdorfer Teerofen und Hohe Brücke Teile der Stadt Mirow.

## Geschichte

### Name
Der Name des slawischen Dorfes Mirov entstand aus einem altpolabischen Personennamen und bedeutet so viel wie Frieden oder Ruhe. Der Name veränderte sich nur unwesentlich in Mirowe oder Myrow(e).

### Mittelalter
Die Geschichte als deutscher Ort geht auf eine Niederlassung des Johanniterordens zurück, dem Fürst Heinrich Borwin II. im Jahre 1226 im „Land Turne“ (Gebiet südwestlich der Müritz) 60 Hufen Land geschenkt hatte. Bei der Bestätigung dieser Stiftung durch Borwins Söhne wird bereits ein Dorf Mirow erwähnt. Spätestens 1242 hatte sich die Ordensniederlassung am Ufer des Sees zu einer Komturei entwickelt. In den folgenden Jahrhunderten wuchs der Grundbesitz des Ordens beständig weiter.

### Von 1500 bis 1900

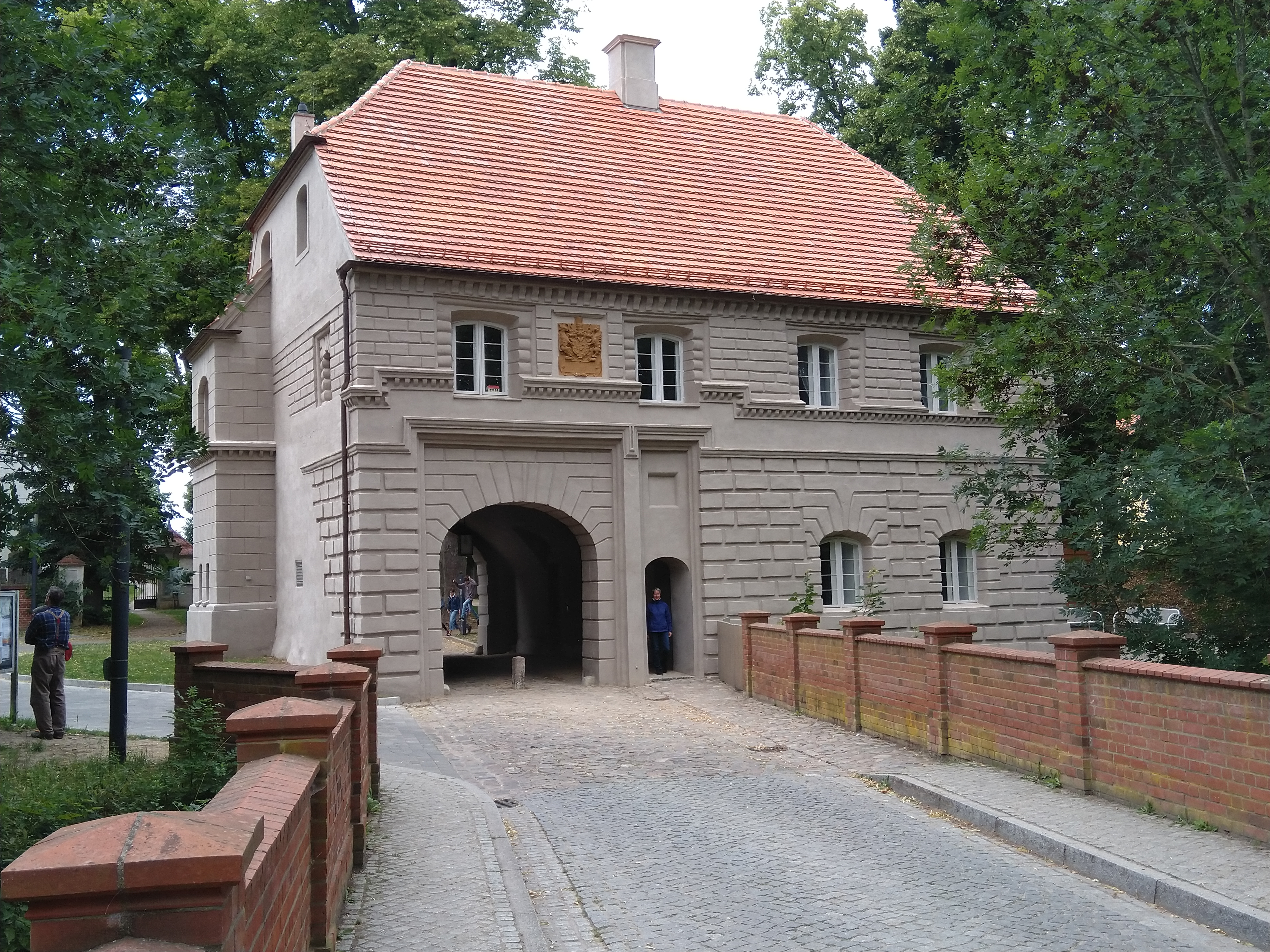
Das Torhaus – der alte Zugang zur Schlossinsel

Unter anhaltenden Auseinandersetzungen mit den Herrenmeistern des Johanniterordens in Sonnenburg gewannen die mecklenburgischen Herzöge im Verlauf des 16. Jahrhunderts größeren Einfluss auf die Besetzung der Kommende und die Ernennung von Komturen. Nachdem 1541 der letzte Mirower Komtur gestorben war, wurde die Komturei nur noch von evangelischen Administratoren verwaltet, die zumeist dem mecklenburgischen Herzogshaus entstammten. 1648 wurde die Komturei schließlich säkularisiert und als Entschädigung für anderweitige Gebietsverluste dem (Teil-)Herzogtum Mecklenburg-Schwerin zugeordnet. Der Hamburger Vergleich brachte Mirow im Jahr 1701 zum (Teil-)Herzogtum Mecklenburg-Strelitz. Große Teile des Ordensbesitzes der Komturei hatte man inzwischen in ein herzoglich mecklenburgisches Verwaltungsamt mit Sitz in Mirow umgewandelt.
Seit dem Übergang des Mirower Ordensbesitzes an das herzogliche Haus Mecklenburg am Ende des 16. Jahrhunderts wurde das Komtureihaus auf der Schlossinsel Mirow immer wieder als fürstlicher Wohnsitz genutzt. Dem domanialen Amt Mirow fielen Versorgungsfunktionen für herzogliche Witwen oder apanagierte Nebenlinien des mecklenburgischen Fürstenhauses zu. Herzog Johann Georg zum Beispiel, ein nachgeborener Sohn Adolf Friedrichs I., erhielt Mirow in der zweiten Hälfte des 17. Jahrhunderts als Apanage. 1707 bis 1712 wurde nach Plänen von Joachim Bormann ein neues Schloss errichtet, das heutige Obere Schloss. Entgegen der weit verbreiteten Meinung zerstörte der Großbrand von 1742 zwar den letzten Gebäudekomplex der Komturei, nicht aber das Schloss. Das wurde ab 1748 bis in die 1760er Jahre erweitert und zum Teil neu ausgestattet. Das Obere Schloss wurde in den letzten Jahren aufwendig restauriert und am 7. Juni 2014 als Museum der Öffentlichkeit übergeben.
Während sich der Mirower Hof noch in den 1740er Jahren zu einem wichtigen geistig-intellektuellen Zentrum von Mecklenburg-Strelitz entwickelt hatte, hörte mit dem Regierungswechsel 1752/53 die fürstliche Hofhaltung in Mirow allmählich auf und fand schließlich 1761 mit dem Tod der Herzoginwitwe Elisabeth Albertine ein Ende. Seither führte Schloss Mirow ein stilles, verträumtes Dasein und erwachte nur dann kurzzeitig zu neuem Leben, wenn ein Mitglied des Strelitzer Herrscherhauses verstorben war und in der 1704 an die Kirche angebauten Fürstengruft beigesetzt wurde.
In dem 1735 bis 1737 außerhalb des alten Burgbezirks errichteten Nebenschloss (dem so genannten Unteren Schloss), das nach Umbauten in den 1760er Jahren zunächst unvollendet geblieben war, wurde 1820 das Großherzogliche Lehrerseminar von Mecklenburg-Strelitz eröffnet, welches bis in die 1920er Jahre knapp 800 Volksschullehrer ausbildete. 1879 entstand das Amtsgericht Mirow.
Gegen Ende des 18. Jahrhunderts waren Juden im Ort ansässig. Um 1800 errichteten sie einen jüdischen Friedhof (an der Lärzer Straße, gegenüber dem Haus Nr. 5), der in der Zeit des Nationalsozialismus völlig zerstört wurde. In der DDR-Zeit wurde dort ein Gedenkstein gesetzt.

### Neuere Zeit
Der Ort Mirow selbst behielt lange den Status eines Marktfleckens, eines Dorfes mit bestimmten Sonderprivilegien, jedoch ohne kommunale Selbstverwaltung. Deshalb fehlen in Mirow auch typisch städtische Baulichkeiten aus alter Zeit, etwa ein geräumiger Marktplatz oder ein repräsentatives Rathaus. Erst nach Ende der Monarchie, als man den Gemeindetyp Flecken abschaffte, erhielt Mirow 1919 das Stadtrecht. Die Innenstadt wurde im Rahmen der Städtebauförderung seit 1991 zum Teil saniert.
Von 1952 bis 1994 gehörte Mirow zum Kreis Neustrelitz (bis 1990 im DDR-Bezirk Neubrandenburg, danach im Land Mecklenburg-Vorpommern). Im Jahre 1994 wurde die Stadt in den Landkreis Mecklenburg-Strelitz eingegliedert. Seit der Kreisgebietsreform 2011 liegt sie im Landkreis Mecklenburgische Seenplatte.

### Eingemeindungen
Granzow (mit dem Arboretum Erbsland) und Starsow gehören seit dem 1. Juli 1950 zu Mirow. Peetsch folgte am 1. Juli 1961. Am 13. Juni 2004 wurde Diemitz eingegliedert. Außerdem wurde am 25. Mai 2014 die Gemeinde Roggentin eingemeindet.

## Bevölkerung
| Jahr | Einwohner |
| ---- | --------- |
| 1990 | 4308      |
| 1995 | 4045      |
| 2000 | 3887      |
| 2005 | 3742      |
| 2010 | 3423      |
| 2015 | 3988      |

| Jahr | Einwohner |
| ---- | --------- |
| 2020 | 3883      |
| 2021 | 3890      |
| 2022 | 3887      |
| 2023 | 3871      |

Stand: 31. Dezember des jeweiligen Jahres
Der Anstieg der Einwohnerzahl im Jahr 2015 ist auf die Eingemeindung von Roggentin im Jahr 2014 zurückzuführen.

## Politik

### Stadtvertretung
Die Stadtvertretung von Mirow besteht aus 14 Mitgliedern. Die Kommunalwahl am 9. Juni 2024 führte bei einer Wahlbeteiligung von 62,2 % zu folgendem Ergebnis:
| Partei / Wählergruppe       | Stimmenanteil 2019 | Sitze 2019 |  | Stimmenanteil 2024 | Sitze 2024 |
| --------------------------- | ------------------ | ---------- |  | ------------------ | ---------- |
| CDU                         | 44,1 %             | 6          |  | 44,9 %             | 6          |
| AfD                         | 11,1 %             | 2          |  | 26,7 %             | 4          |
| Bündnis 90/Die Grünen       | 09,8 %             | 1          |  | 07,7 %             | 1          |
| SPD                         | 07,7 %             | 1          |  | 06,3 %             | 1          |
| Die Linke                   | 07,8 %             | 1          |  | 05,0 %             | 1          |
| Einzelbewerber Ralf Dorn    | –                  | –          |  | 03,8 %             | 1          |
| FDP                         | 16,6 %             | 2          |  | 03,3 %             | –          |
| diebasis                    | –                  | –          |  | 01,2 %             | –          |
| Einzelbewerber Frank Rochow | –                  | –          |  | 01,1 %             | –          |
| Einzelbewerber Uwe Fischer  | 02,9 %             | 1          |  | –                  | –          |
| Insgesamt                   | 100 %              | 14         |  | 100 %              | 14         |

### Bürgermeister
- 2009–2018: Karlo Schmettau (FDP)[13]
- seit 2018: Henry Tesch (CDU)[14]

Tesch wurde in der Bürgermeisterwahl am 26. Mai 2019 mit 74,0 Prozent und am 9. Juni 2024 mit 68,4 Prozent der gültigen Stimmen in seinem Amt bestätigt. Seine Amtsdauer beträgt fünf Jahre.

### Wappen

Stadtwappen von Mirow

| | Blasonierung: „Halb gespalten und geteilt; oben: vorn in Rot ein silbernes Malteserkreuz; hinten: in Silber ein schräglinks gestellter grüner Palmenzweig; unten ein hersehender, golden gekrönter schwarzer Stierkopf mit aufgerissenem roten Maul, silbernen Zähnen, ausgeschlagener roter Zunge, in sieben Spitzen abgerissenem Halsfell und silbernen Hörnern.“ |
| Wappenbegründung: Das Stadtwappen vereint ein religiöses Motiv, ein „redendes Zeichen“ und ein Herrschaftssymbol. Mit dem Malteserkreuz wird an die Gründung der Komturei in Mirow durch den Johanniterorden erinnert. Der Palmenzweig, als Sinnbild für den Frieden, stellt den Bezug zu dem vom slawischen Vornamen Mirov („der Friedliche“) abgeleiteten Ortsnamen Mirow her. Mit dem Mecklenburger Stierkopf als kleinem landesherrlichen Symbol des früheren Landes Mecklenburg – wird die Verbindung zwischen dem mecklenburgischen Fürstenhaus und dem Ort Mirow als Nebenresidenz und Erbbegräbnis der Herzöge aus dem Hause Mecklenburg-Strelitz hergestellt. Das Stadtwappen wurde der Stadt Mirow am 12. Februar 1921 vom damaligen Mecklenburg-Strelitzschen Ministerium des Innern verliehen und unter der Nr. 148 in der Wappenrolle des Landes Mecklenburg-Vorpommern registriert. Gestaltet wurde es von Hans Witte auf Grundlage eines Vorschlages des ehemaligen Hauptarchivs Neustrelitz; 1997 wurde das Wappen neu gestaltet. | |

### Dienstsiegel
Das Dienstsiegel zeigt das Stadtwappen mit der Umschrift „STADT MIROW * LANDKREIS MECKLENBURGISCHE SEENPLATTE“.

## Sehenswürdigkeiten und Kultur

### Bauwerke

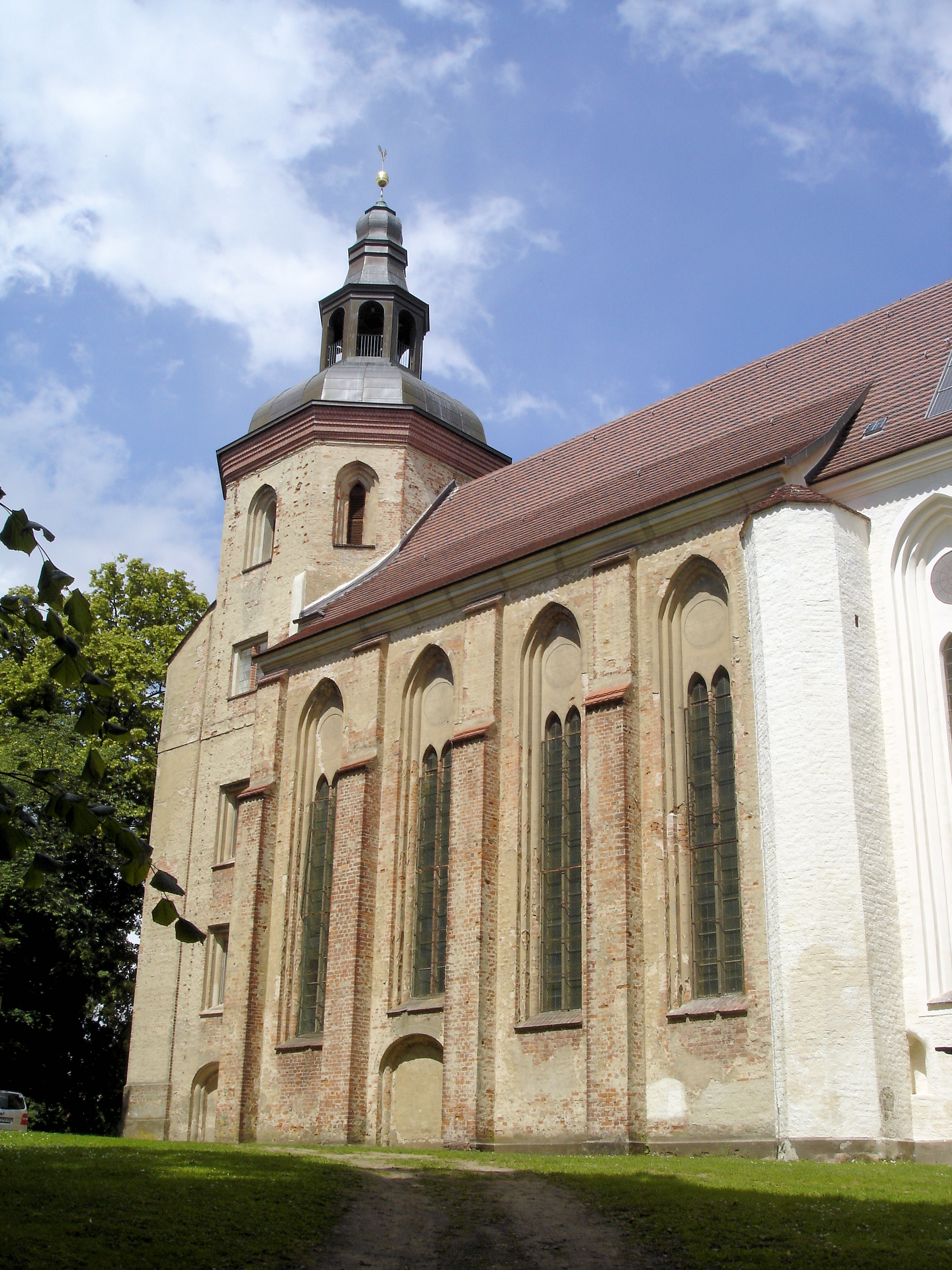
Johanniterkirche (Schlosskirche)

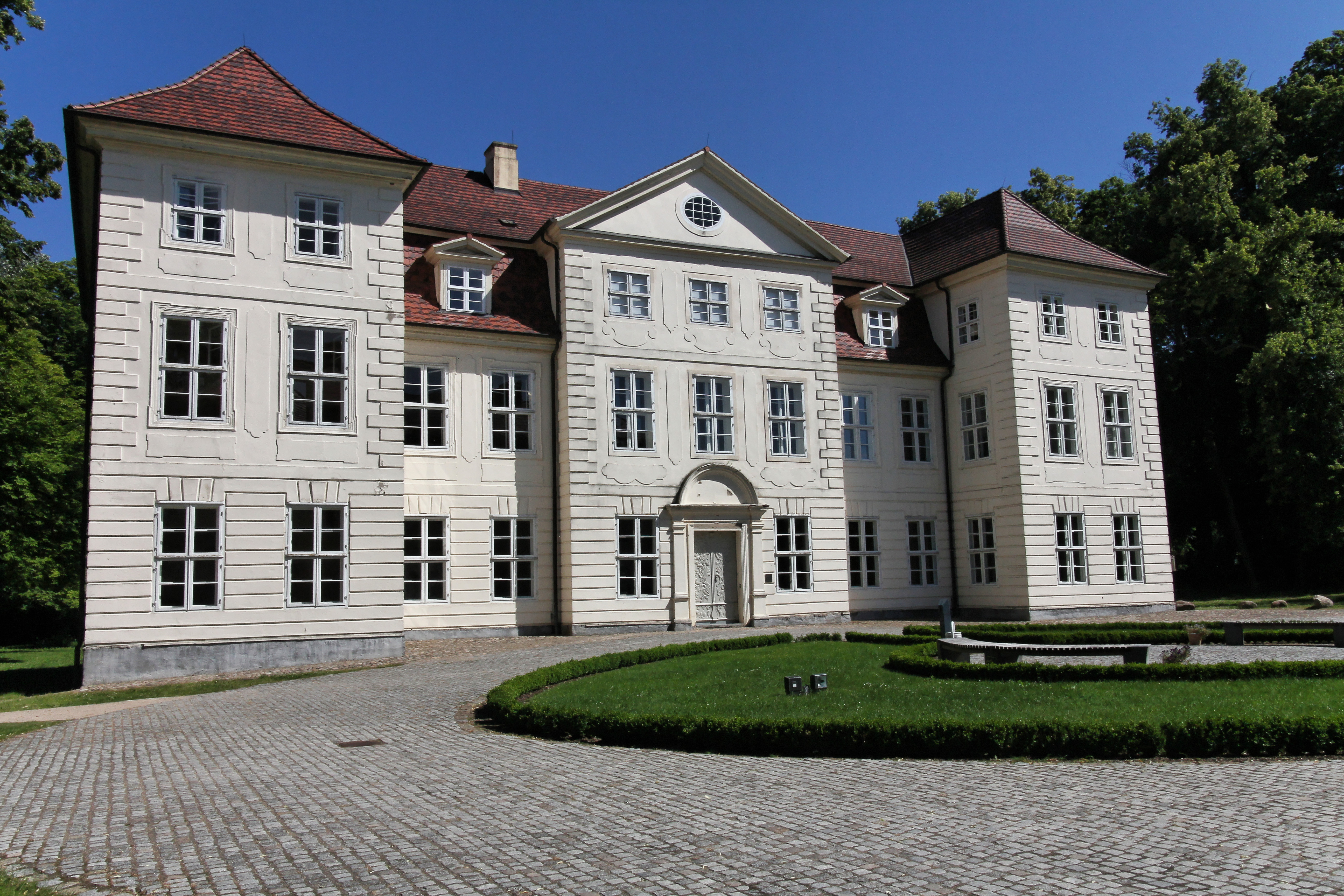
Schloss Mirow auf der Schlossinsel im Mirower See

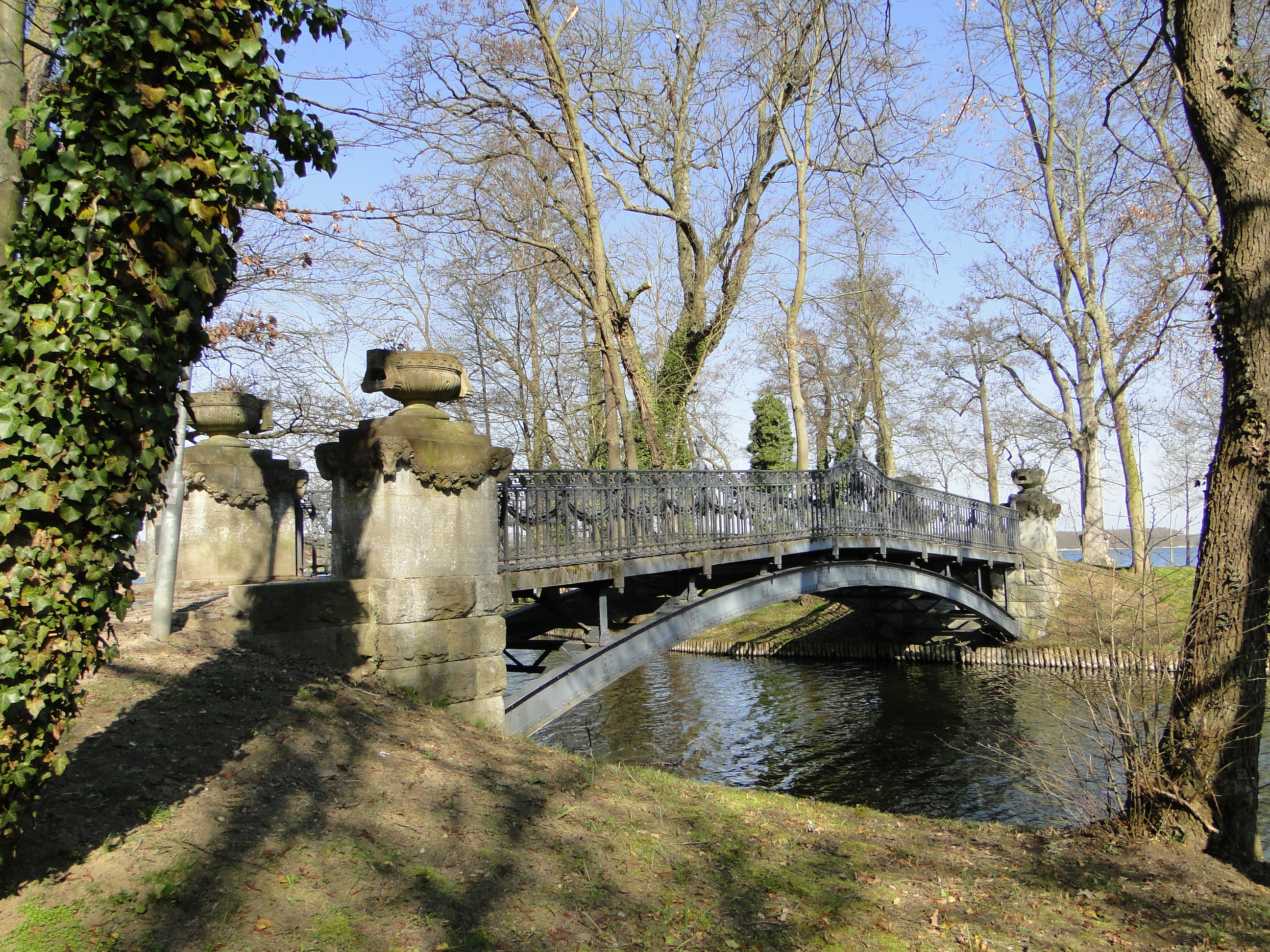
Brücke von der Schlossinsel zur Liebesinsel

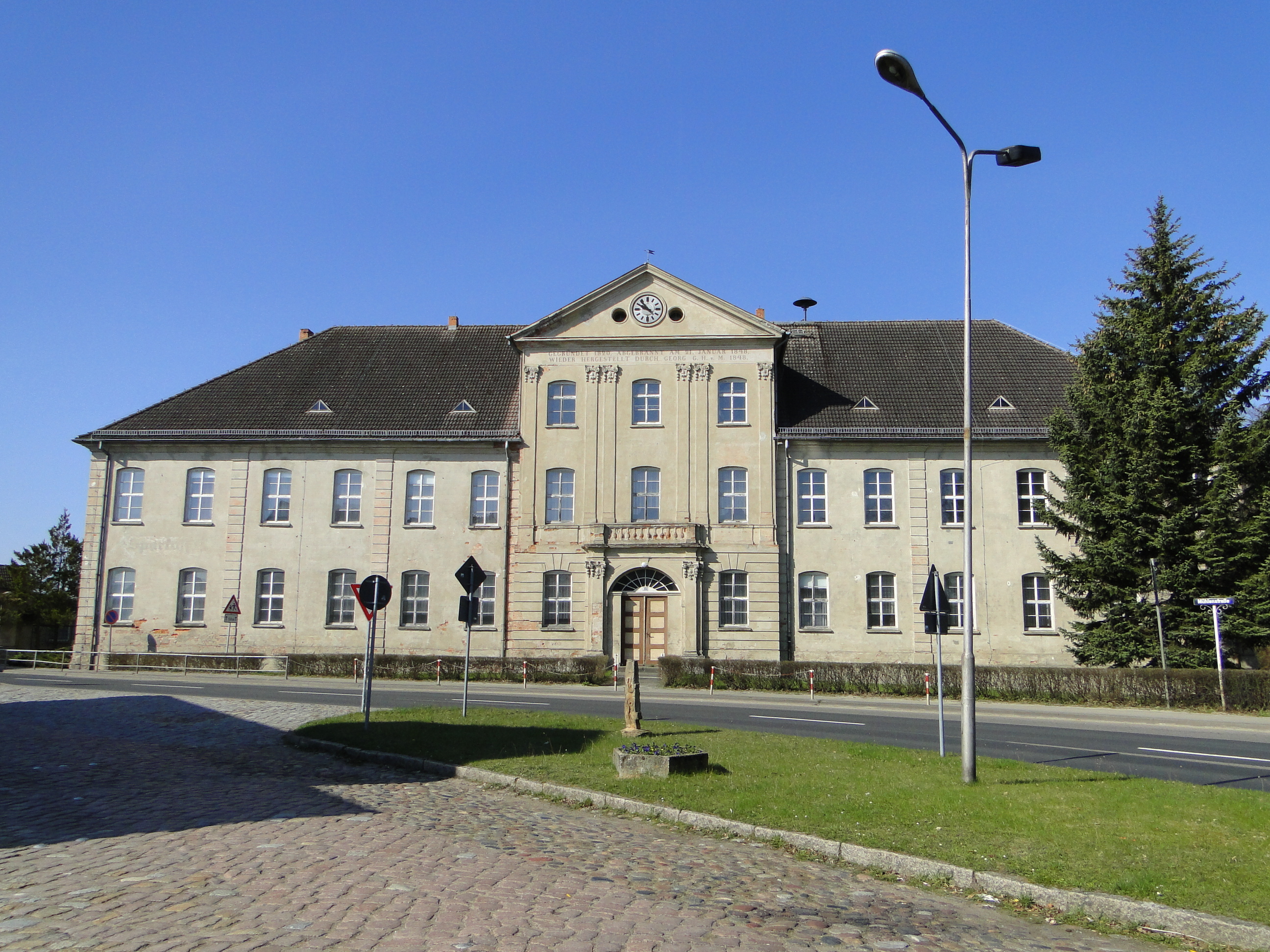
Unteres Schloss, Schulgebäude bis 2006

- Auf der Mirower Schlossinsel befand sich im 18. Jahrhundert eine Nebenresidenz der Herzöge der Linie Mecklenburg-Strelitz
  - Das Mirower Schloss besteht im Kern aus Teilen des Vorgängerbaus von 1708, der bei einem Brand 1742 partiell zerstört wurde. Der barocke Festsaal stammt von 1710. Das heutige Schloss wurde von 1749 bis 1751 im Auftrag von Herzog Adolf Friedrich III. nach Plänen von Julius Löwe erbaut.
  - Das Kavaliershaus für den Hofstaat ist ein spätbarockes Gebäude, das zwischen 1756 und 1760 errichtet wurde.
  - Die ältestes Teile der früheren Johanniterkirche, die, nachdem das Mirower Schloss als Nebenresidenz von Adolf Friedrich III. fertiggestellt worden war, Schlosskirche wurde, stammen aus dem 14. Jahrhundert. Die einschiffige, vierjochige Saalkirche ist der Stilepoche der Backsteingotik zuzuordnen. Die nördliche Fürstengruft stammt von 1704. 1742 brannte die Kirche aus und wurde bis 1744 wieder aufgebaut. Die Kirche wurde 1945 erneut zerstört, der Wiederaufbau erfolgte bis 1950. Der begehbare Turmaufsatz mit Haube wurde 1993 äußerlich wiederhergestellt und erlaubt einen Rundblick auf die nähere Umgebung von Mirow.
  - Auf der über eine Brücke von der Schlossinsel aus zu erreichenden Liebesinsel befinden sich Grab und Grabmal von Adolf Friedrich VI., des letzten Großherzogs von Mecklenburg aus dem Hause Mecklenburg-Strelitz.
  - Das Torhaus des Mirower Schlosses, ein Renaissancebau von 1588, war Teil der ehemaligen, begehbaren Befestigungsanlage, von der die Mirower Schlossinsel umgeben ist.
- Im Unteren Schloss, einem später überformten Barockbau von 1735, wurde u. a. (Sophie) Charlotte (1744–1818) geboren, eine Prinzessin (Herzogin) aus dem Hause Mecklenburg-Strelitz. Sie heiratete mit 17 Jahren Georg von England und wurde 1761 Königin des Vereinigten Königreichs.[19]
- Zu den Sehenswürdigkeiten in Mirow gehören auch verschiedene Fachwerkhäuser, u. a. die Strelitzer Straße 33, das Fachwerkhaus Schlossstraße 11 und ein großes Fachwerkhaus am Wasserwanderrastplatz Rotdornstraße.

### Gedenkorte
- Massengrab für 320 namentlich unbekannte Opfer des Todesmarsches, von Kriegsgefangenschaft und Zwangsarbeit sowie einer namentlich bekannten Frau aus der Sowjetunion auf dem Hauptfriedhof an der Wesenberger Chaussee
- sowjetischer Ehrenfriedhof für 28 Soldaten der Roten Armee an der Strelitzer Straße
- Stele zur Erinnerung an die Opfer des Todesmarsches des KZ Ravensbrück, durch Jugendliche 1997 errichtet
- Stele (wie oben) aus dem Jahre 1997 vor dem Schloßgymnasium Sophie Charlotte
- Gedenkstein für die jüdischen Opfer des Holocaust, Ende der 1950er Jahre an der Lärzer Straße errichtet

### Kultur
- Internationaler Königin-Sophie-Charlotte-Wettbewerb für Violine auf der Schlossinsel (jährlich seit 2002)

## Wirtschaft und Infrastruktur

### Verkehr

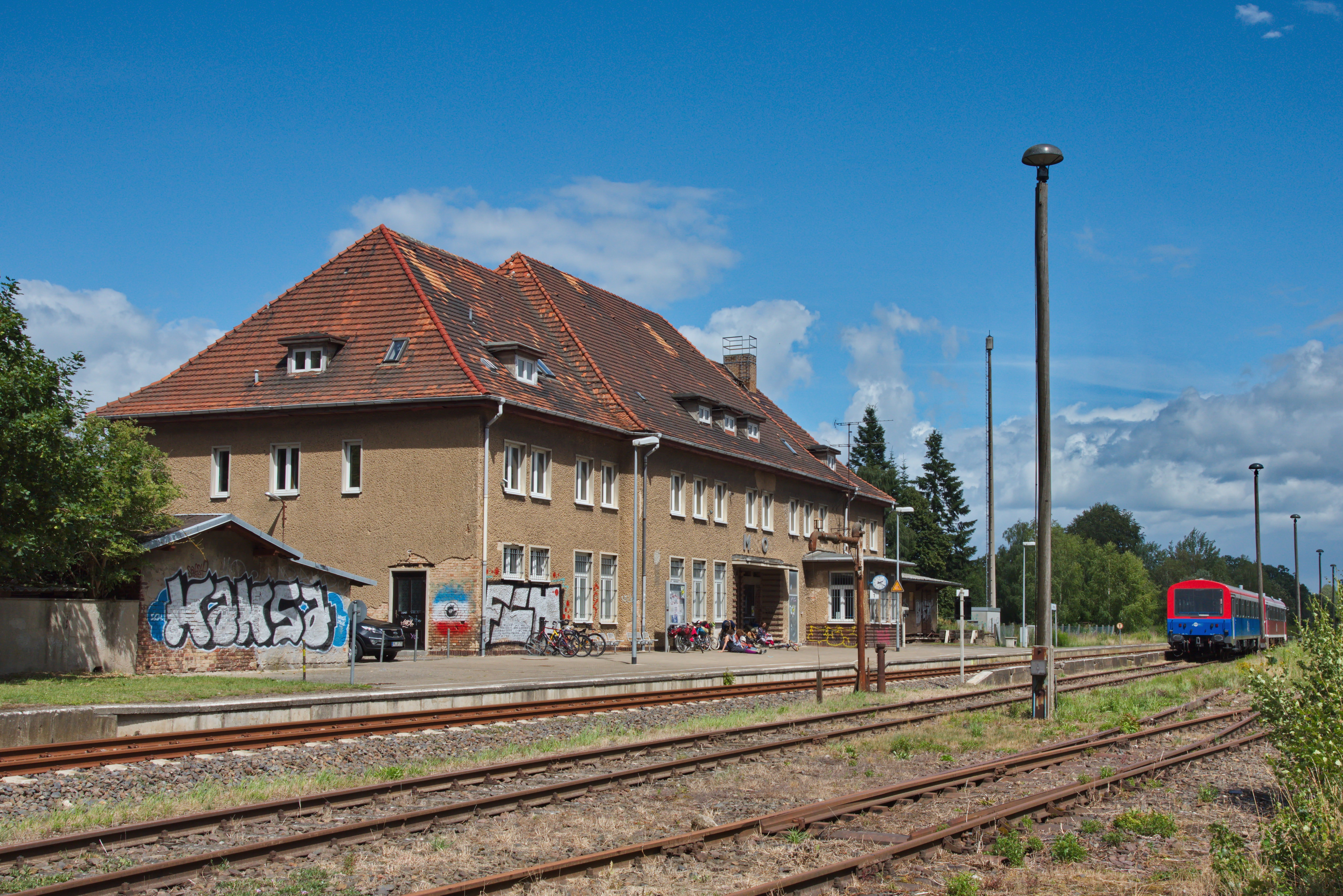
Bahnhof Mirow

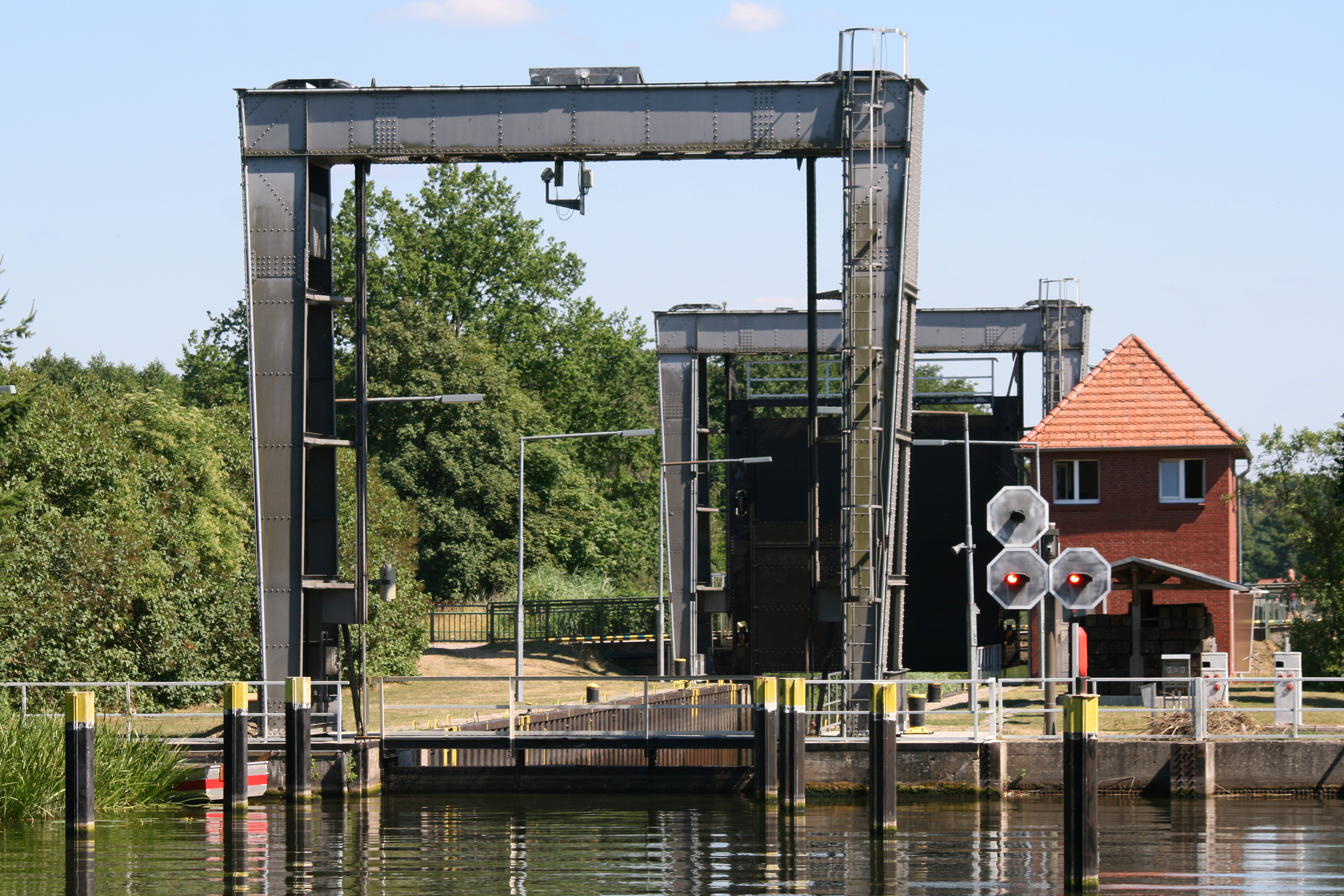
Schleuse Mirow

Mirow liegt an der Bundesstraße B 198 zwischen der 27 km entfernten Autobahnanschlussstelle Röbel/Müritz an der A 19 (Berlin–Rostock) und Neustrelitz. Aufgrund der hohen Verkehrsbelastung ist seit den 1990er Jahren eine Ortsumgehung geplant, die immer noch nicht umgesetzt ist (Stand: 2020).
Der Bahnhof Mirow ist Endpunkt der Bahnstrecke Neustrelitz–Mirow („Kleinseenbahn“). Er wird durch die Hanseatische Eisenbahn tagsüber im Zweistundentakt bedient. Auf der Bahnstrecke Mirow–Rechlin wurde der Personenverkehr im Jahr 1967 eingestellt.
Die Anbindung an weitere Orte in der Umgebung wird mit Linienbussen der MVVG und ORP sichergestellt.

### Bildung
- Grundschule „Regenbogen“, Leussower Weg 9 a

### Sport
Der Fußballverein FSV Mirow/Rechlin entstand 2004 aus einer Fusion des Mirower SV und des Rechliner SV. Er spielt in der Saison 2019/20 in der Landesklasse Staffel III Mecklenburg-Vorpommern.

## Persönlichkeiten

### Söhne und Töchter des Ortes

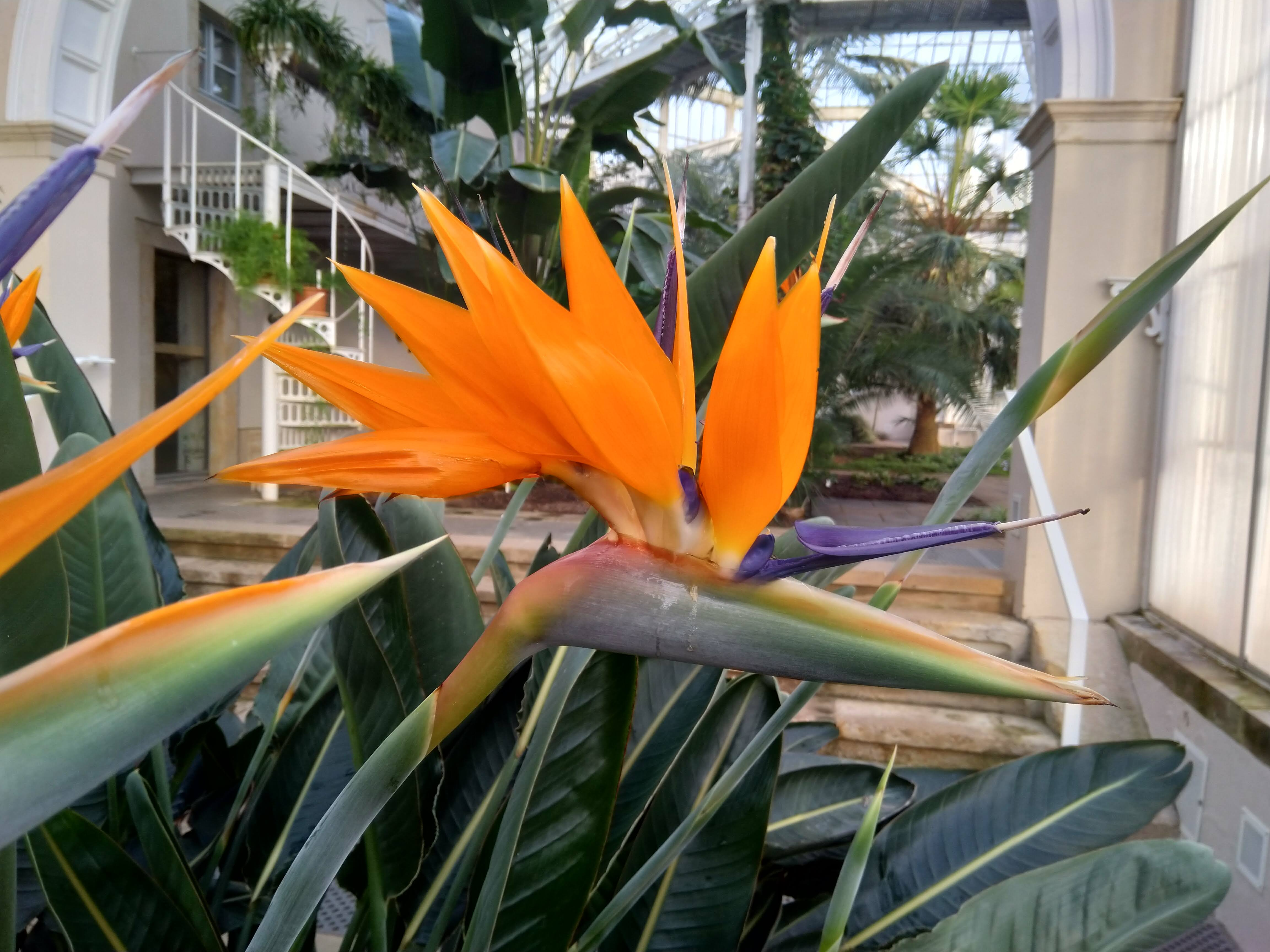
Die Paradiesvogelblume (Strelitzia reginae) wurde erstmals von William Aiton beschrieben; die Pflanzengattung Strelitzia erhielt ihren Namen zu Ehren von Sophie Charlotte von Mecklenburg-Strelitz – von 1761 bis 1818 Königin des Vereinigten Königreichs

- Christiane (1735–1794), Herzogin zu Mecklenburg
- Carl Albert Nauwerck (1735–1801), Dompropst in Ratzeburg
- Adolf Friedrich IV. (1738–1794), Herzog zu Mecklenburg, Titelfigur in Fritz Reuters Humoreske „Dörchläuchting“
- Karl II. (1741–1816), Herzog zu (ab 1815 Großherzog von) Mecklenburg
- Ernst (1742–1814), Herzog zu Mecklenburg
- Sophie Charlotte (1744–1818), Prinzessin von Mecklenburg-Strelitz, seit 1761 als Charlotte Königin des Vereinigten Königreichs
- Georg (1748–1785), Herzog zu Mecklenburg
- Christian Ludwig Adolph von Rhade (1764–1813), preußischer Rittmeister und Landrat
- Karl Giesebrecht (1782–1832), Pädagoge und Dichter
- Adolf Giesebrecht (1790–1855), Pädagoge
- Ludwig Giesebrecht (1792–1873), Historiker und Dichter
- Friedrich Giesebrecht (1792–1875), Theologe und Dichter
- Ludwig Roloff (1814–1905), Pädagoge
- Adolph Rudolphi (1828–1899), Arzt
- Friedrich Winkel (1853–1929), Pädagoge und Publizist[22]
- Roderich Hustaedt (1878–1958), Staatsminister von Mecklenburg-Strelitz
- Augusta von Oertzen (1881–1954), Journalistin und Schriftstellerin
- Hanne Sobek (1900–1989), Fußballer
- Goede Gendrich (1912–2000), Jagdschriftsteller
- Joachim Gerchow (1921–2012), Rechtsmediziner
- Rolf Langebartels (1941–2024), bildender Künstler
- Heinz Stamer (1942–2021), Fußballspieler
- Helmut Strobl (1943–2019), österreichischer Kulturpolitiker
- Klaus Schier (* 1952), Politiker (SPD)

### Mit Mirow verbundene Persönlichkeiten
- Karl, Herzog zu Mecklenburg (1626–1670), Sohn des Herzogs Adolf Friedrich I., lebte in Mirow.
- Johann Georg, Herzog zu Mecklenburg (1629–1675), lebte in Mirow.
- Karl, Herzog zu Mecklenburg, gen. „Prinz von Mirow“ (1708–1752), lebte in Mirow.
- Elisabeth Albertine, Herzogin zu Mecklenburg (1713–1761), lebte in Mirow.
- Benjamin Giesebrecht (1741–1826), Pastor in Mirow
- Gottlob Burchard Genzmer (1716–1771), lutherischer Theologe, Prinzenerzieher in Mirow
- August von der Schulenburg (1754–1833), Kammerherr und Legationsrat, lebte in Mirow.
- Gustav Ernst von Kamptz (1763–1823), Oberhauptmann in Mirow
- Friedrich Scharenberg (1821–1901), Oberförster in Mirow
- Eberhard Becker (1823–1897), Pastor in Mirow
- Georg, Herzog zu Mecklenburg (1824–1876), russischer General, in der Fürstengruft der Schlosskirche beigesetzt
- Carl von Oertzen (1836–1890), auf Rattey, Amtshauptmann (Drost) von Mirow
- Georg Alexander Herzog zu Mecklenburg (1921–1996), Nachkomme des mecklenburg-strelitzschen Fürstenhauses, lebte in Mirow.
- Günter Hepper (1931–2022), Hochschullehrer für Seevölkerrecht/Fischereirecht in Rostock, besuchte nach der Umsiedelung 1945 aus Schlesien die Volks- und Mittelschule in Mirow und lebte zuletzt wieder dort.
- Joachim Wohlgemuth (1932–1996), Schriftsteller, lebte in Mirow.